# Английски ландрас
Английски ландрас е британска порода свине с предназначение производство на месо и като майчина порода в схеми на кръстосване.

## Разпространение
Породата е създадена в Англия след 1949 г. в резултат на внос на 36 нереза и 85 свине от Швеция и целенасочена селекция на получените приплоди. В периода 1972 - 1975 г. в България са внесени около 3600 чистопородни животни.
Към 2008 г. броят на представителите на породата в България е бил 6150 индивида.
Рисков статус (за България) – рядко разпространена.

## Описание и характеристика на породата
Животните са с лека глава, права профилна линия и средно дълги клепнали уши. Гърбът е дълъг, леко извит нагоре. Бутовете са широки и добре замускулени. Крайниците са средно дълги с правилна постановка.
Живородените прасета в прасило са 10,5 броя. Маса от 90 kg достигат на 164 дневна възраст. Средната дебелина на сланината при 100 kg маса е 2,45 cm, а средната площ на мускулното око е 36,1 cm².